# Танкеевка
Танкеевка — село в Спасском районе Татарстана, в бассейне реки Утка, в 23 км к югу от города Болгар.

## История
Основано в 1710-х гг. В дореволюционных источниках упоминается также как Богородское. Деревянный храм был построен в 1756 году.
В 1859 году, на средства помещика Д. Н. Блудова, по проекту архитектора К. А.Тона, был построен кирпичный храм Живоначальной Троицы с приделами в честь Казанской иконы Божией Матери и святителя Николая Чудотворца. Позднее к церкви были пристроены ещё два придела — в честь великомученика Димитрия Солунского и мученицы царицы Александры, а в 1897 году по проекту архитектора Ф.Н. Малиновского к храму была пристроена колокольня.
До реформы 1861 г. жители относились к категории помещичьих крестьян. Занимались земледелием, разведением скота, мукомольным, кирпичным и кузнечным промыслами. 
В начале 20 в. в селе Танкеевка функционировали Троицкая церковь (построена в 1859 г. на месте старой, возведённой в 1756 г., памятник архитектуры), земская школа (была открыта в 1887 г.), участковая больница на 30 коек, 7 ветряных мельниц, 8 кирпичных заведений, 2 кузницы, шерстобойня, 3 мелочные лавки. В этот период земельный надел сельской общины составлял 1468 десятин.
До 1920 г. село входило в Трёх-Озёрскую волость Спасского уезда Казанской губернии. С 1920 г. в составе Спасского кантона Татарской АССР. С 10.08.1930 г. в Спасском (с 01.04.1935 г. по 04.10.1991 г. Куйбышевский) районе.
Близ села Танкеевка находится Танкеевский комплекс. Неполная средняя школа, клуб, библиотека. Основные занятия жителей села — полеводство, молочное скотоводство.

## Население
В 1782 г. — 188 душ мужского пола, в 1859 г. — 1009, в 1897 г. — 1436, в 1908 г. — 1652, в 1920 г. — 928, в 1926 г. — 912, в 1938 г. — 825, в 1949 г. — 713, в 1958 г. — 664, в 1970 г. — 344, в 1979 г. — 256, в 1989 г. — 243, в 2002 г. — 256 чел. На 2008 г. — 255 жителей (русские).

## Памятники архитектуры
В селе расположена церковь Троицы Живоначальной. 

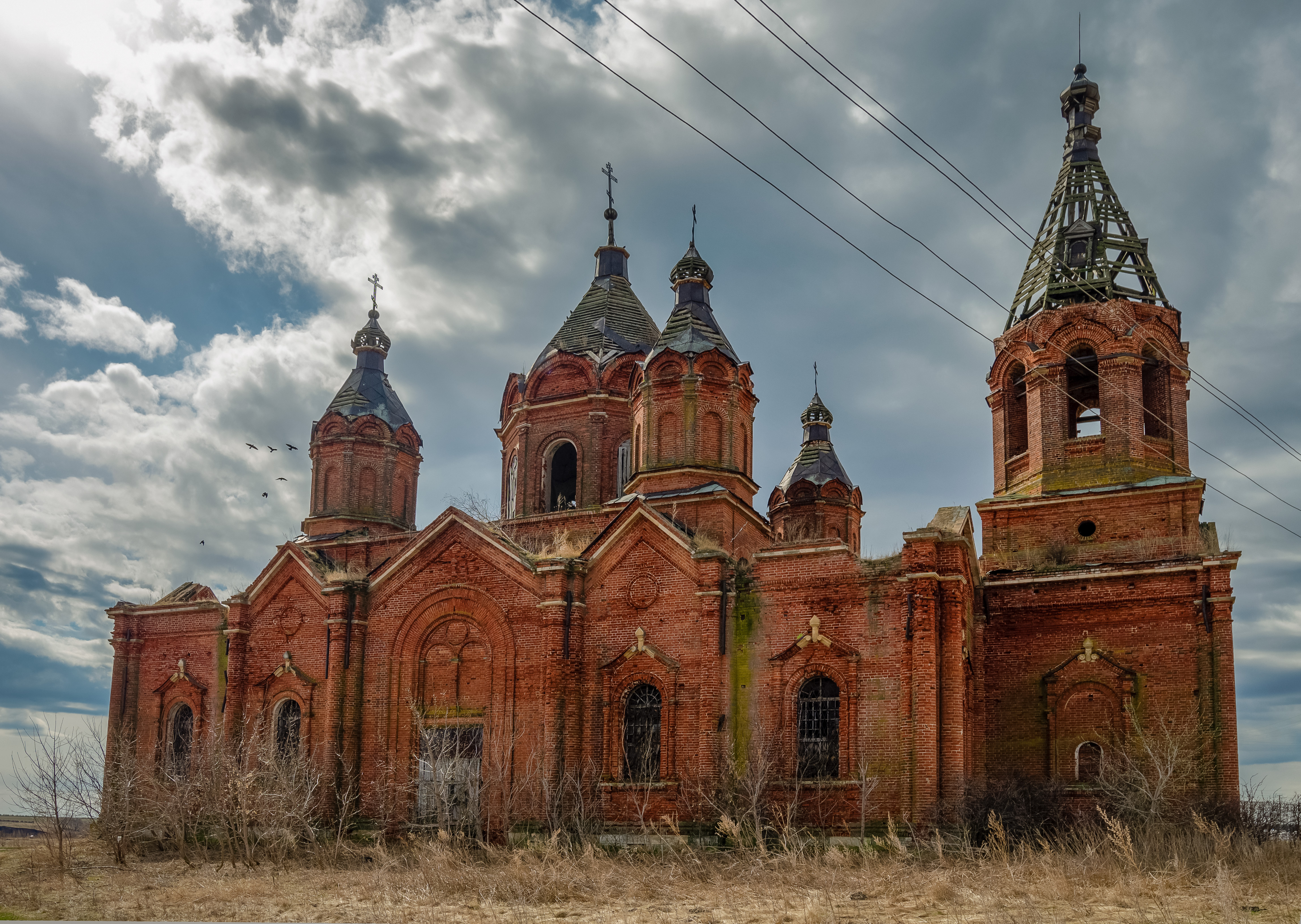
Церковь Троицы Живоначальной в с.Танкеевка.
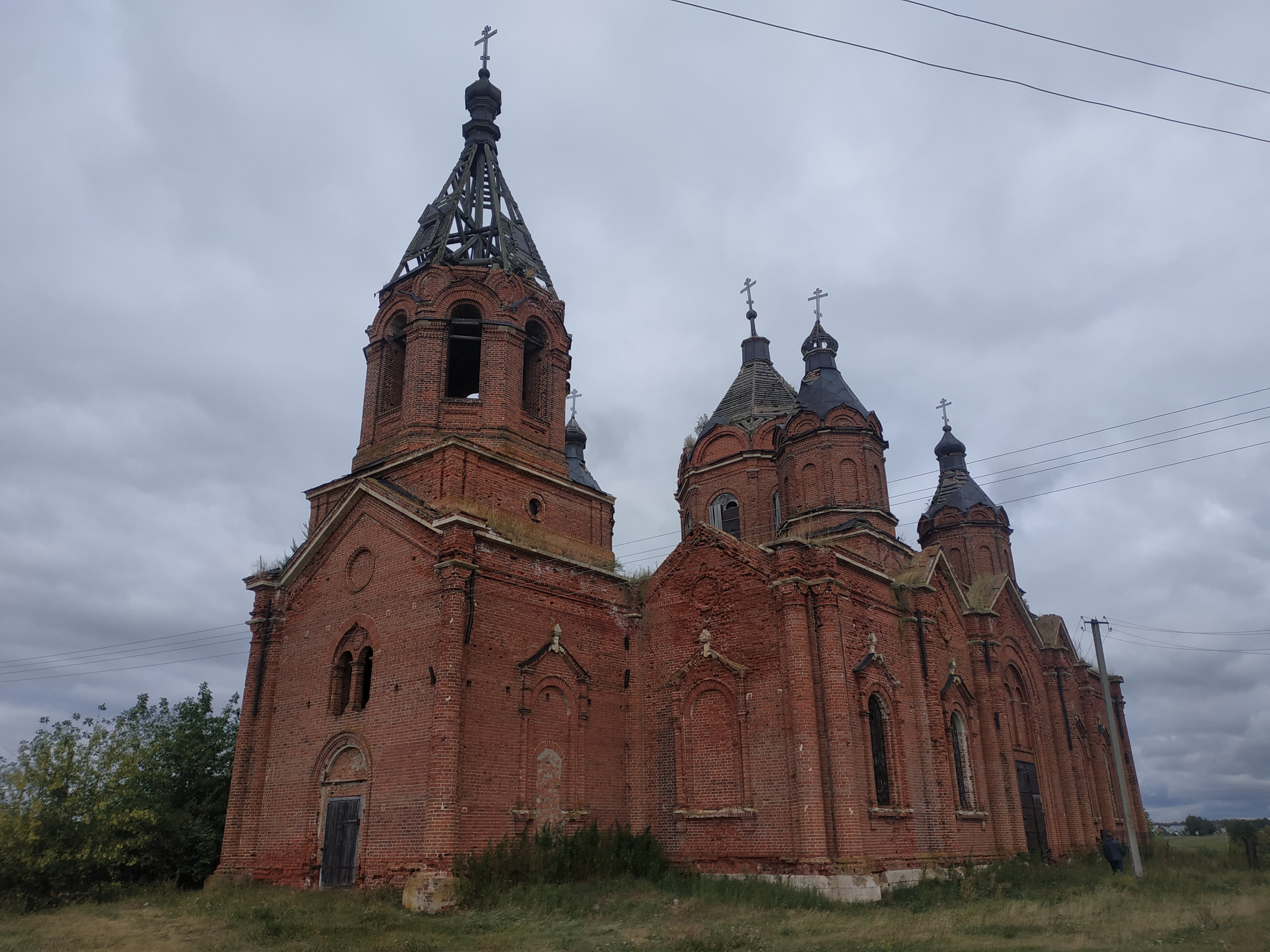
Церковь Троицы Живоначальной в Танкеевке (2022).
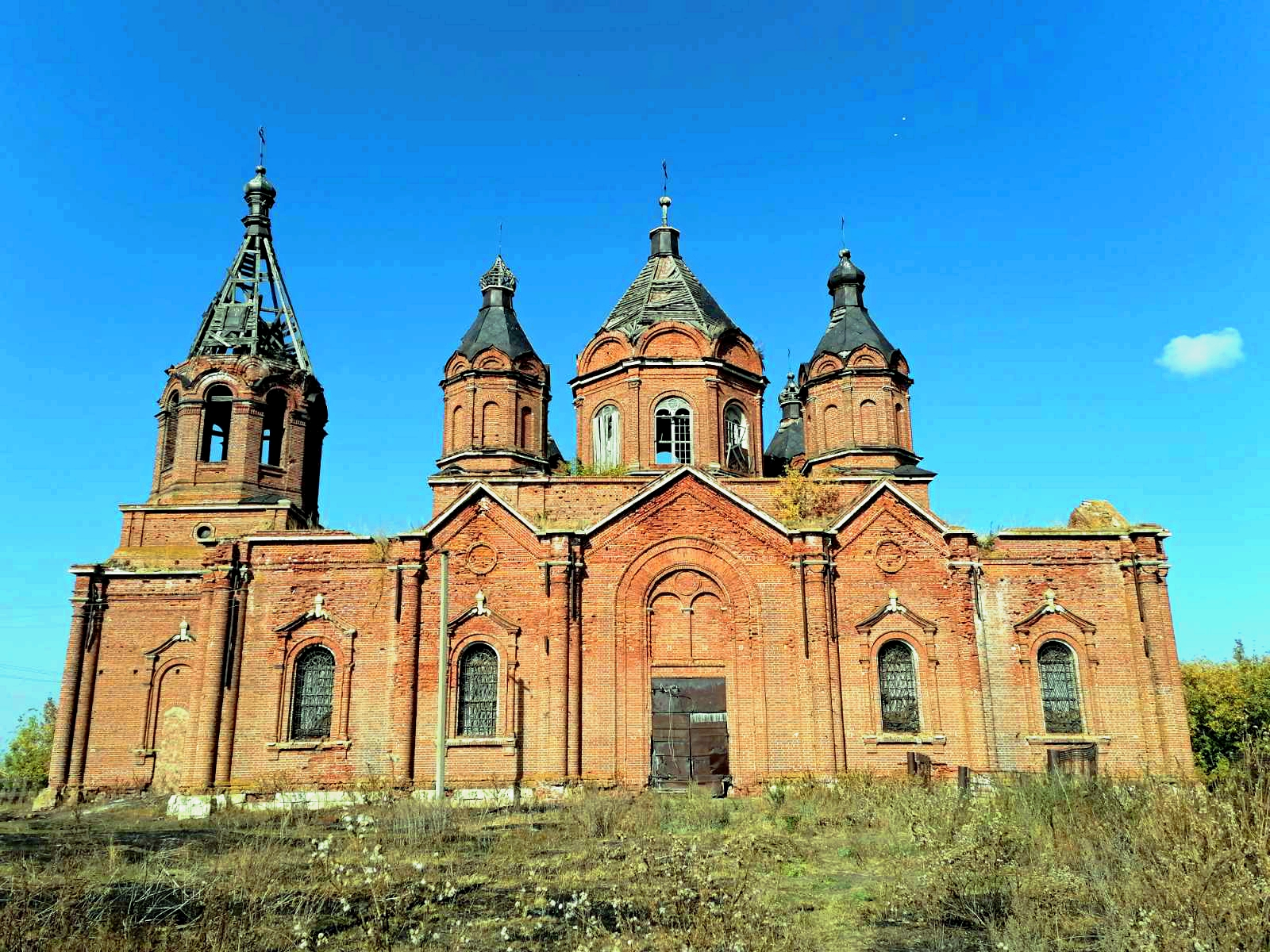
Троицкая церковь (2023).
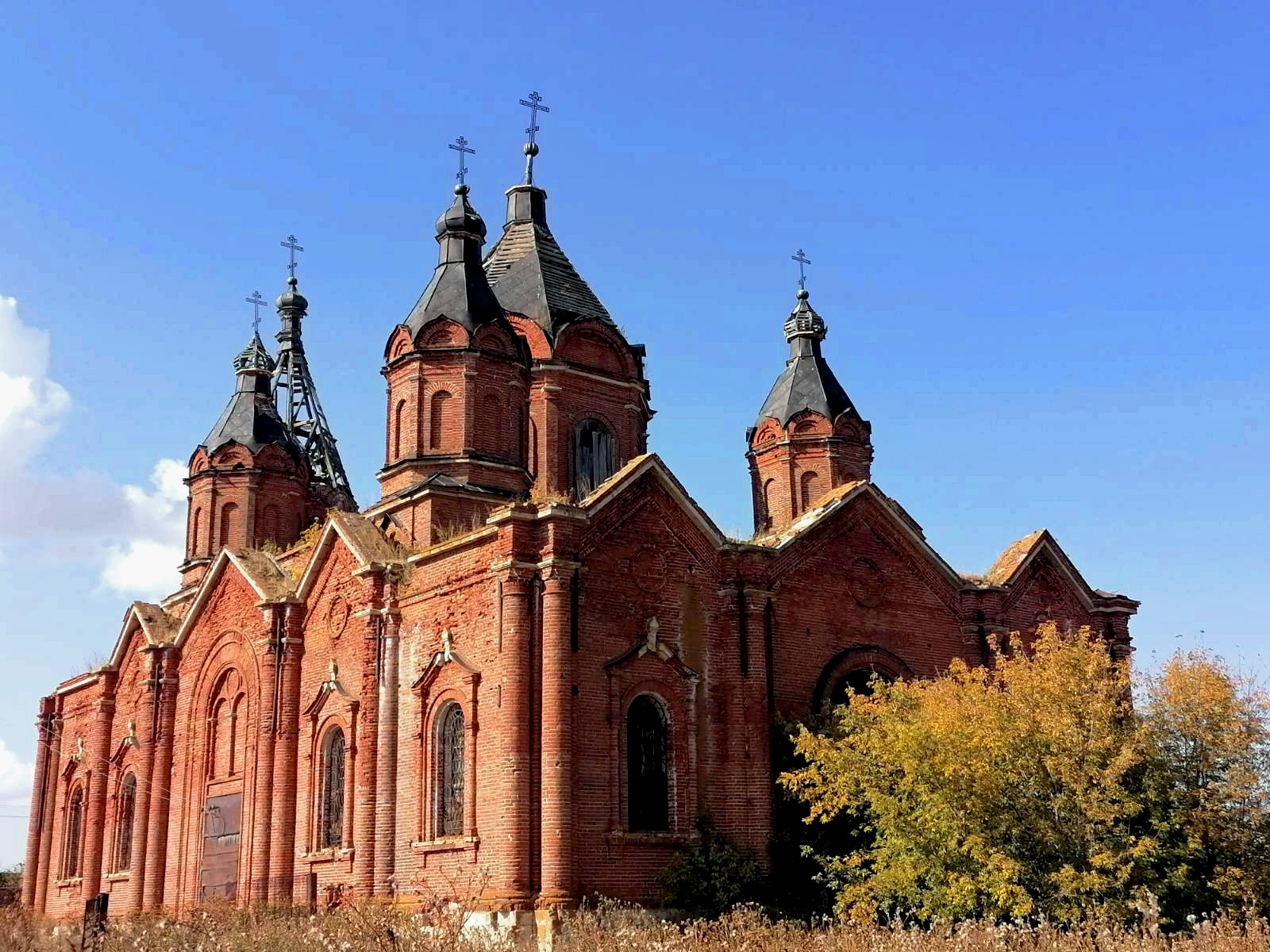
Троицкая церковь.